# 東諾威奇 (紐約州)
東諾威奇（英語：East Norwich）是位於美國紐約州拿騷縣的普查規定居民點。

## 人口
根據2020年美國人口普查的數據，東諾威奇的面積為2.72平方千米，皆為陸地。當地共有人口2792人，而人口密度為每平方千米1,026.47人。